# Tiszarád, Szabolcs-Szatmár-Bereg
Tiszarád  este un sat în districtul Kemecse, județul Szabolcs-Szatmár-Bereg, Ungaria, având o populație de 614 locuitori (2011). 

## Demografie
Componența etnică a satului Tiszarád
     Maghiari (77,47%)
     Romi (22,53%)
Componența confesională a satului Tiszarád
     Reformați (48,53%)
     Fără religie (19,22%)
     Romano-catolici (8,96%)
     Greco-catolici (1,47%)
     Necunoscută (21,34%)
     Atei (0,49%)
     Alte religii (1,95%)
Conform recensământului din 2011, satul Tiszarád avea 614 locuitori. Din punct de vedere etnic, majoritatea locuitorilor (77,47%) erau maghiari, cu o minoritate de romi (22,53%). Nu există o religie majoritară, locuitorii fiind reformați (48,53%), persoane fără religie (19,22%), romano-catolici (8,96%) și greco-catolici (1,47%). Pentru 21,34% din locuitori nu este cunoscută apartenența confesională.